# Копањек
Копањек је река у Хрватској, у Подравини. Притока је реке Драве. Река Копањек је дугачка је 25,5 km, а слив реке заузима површину од 323,9 km². Настаје од потока Козаревац и Каталена, који извиру на североисточним падинама Билогоре. У Драву се улива око 5 km североисточно од Питомаче. Ток реке је регулисан.